# Goose Goslin
Leon Allen "Goose" Goslin (16 de outubro de 1900 – 15 de maio de 1971) foi um jogador de beisebol que atuou como campista esquerdo na  Major League Baseball, conhecido por sua forte rebatida canhota. Jogou 18 temporadas pelas equipes do Washington Senators, St. Louis Browns e Detroit Tigers, de 1921 até 1938. Foi eleito para o Baseball Hall of Fame em 1968.